# Клери (Савоја)
Клери (фр. Cléry) насеље је и општина у источној Француској у региону Рона-Алпи, у департману Савоја која припада префектури Албервил.
По подацима из 2011. године у општини је живело 430 становника, а густина насељености је износила 39,45 становника/km². Општина се простире на површини од 10,9 km². Налази се на средњој надморској висини од 603 метара (максималној 1.851 m, а минималној 400 m).

## Демографија
| 1962. | 1968. | 1975. | 1982. | 1990. | 1999. | 2011. |
| ----- | ----- | ----- | ----- | ----- | ----- | ----- |
| 194   | 210   | 188   | 204   | 215   | 226   | 430   |

График промене броја становника у току последњих година